# Урка (село)
Урка (рум. Urca) — село у повіті Клуж в Румунії. Входить до складу комуни Віїшоара.
Село розташоване на відстані 287 км на північний захід від Бухареста, 37 км на південний схід від Клуж-Напоки.

## Населення
За даними перепису населення 2002 року у селі проживали 1016 осіб.
Національний склад населення села:
| Національність | Кількість осіб | Відсоток |
| -------------- | -------------- | -------- |
| румуни         | 1008           | 99,2%    |
| угорці         | 6              | 0,6%     |

Рідною мовою назвали:
| Мова      | Кількість осіб | Відсоток |
| --------- | -------------- | -------- |
| румунська | 1009           | 99,3%    |
| угорська  | 7              | 0,7%     |